# Фејсал Мулић
Фејсал Мулић (Нови Пазар, 3. октобар 1994) је српски фудбалер који тренутно наступа за 
јужнокорејски Сувон. Игра на позицији нападача.

## Успеси
Хапоел Тел Авив
- Лига Леумит  (1) : 2017/18.[4]

 Бнеи Јехуда
- Куп Израела  (1) : 2018/19.[5]

 Мура
- Куп Словеније (1) : 2019/20.[6]